# Affinità (romanzo)
Affinità (titolo originale Affinity) è un romanzo storico del 1999 scritto da Sarah Waters, scrittrice nota per i suoi romanzi ambientati nell'epoca vittoriana con protagoniste lesbiche. È il suo secondo romanzo dopo Carezze di velluto.

## Trama
Ambientato nell'Inghilterra vittoriana del 1870, il romanzo racconta la storia di una donna nubile dell'alta società (tipica upper-class woman dell'epoca vittoriana), Margaret Prior (chiamata anche "Peggy" e "Aurora"), che è perseguitata da un passato oscuro. Nel tentativo di riprendersi dalla morte del padre e dal suo successivo tentativo di suicidio, Margaret inizia a visitare i reparti femminili della prigione di Millbank in qualità di "Lady Visitor". Durante la sua prima visita, rimane affascinata dalla spiritista Selina Dawes imprigionata due anni prima per la morte della signora con cui risiedeva. Margaret sviluppa una vera e propria ossessione per Selina. Alla fine del romanzo, Selina evade dalla prigione e scappa con la serva di Margaret, Vigers, sua amante e complice di un astuto piano ai danni di Margaret.
Il romanzo è scritto secondo la forma epistolare. La storia si alterna come una serie di voci di diario scritte da entrambi i personaggi principali.
Nel 2008 Tim Fywell ha tratto un film da questo romanzo, intitolato Affinity, in lingua inglese, ancora non pubblicato in Italia.